# Vážská vodní cesta

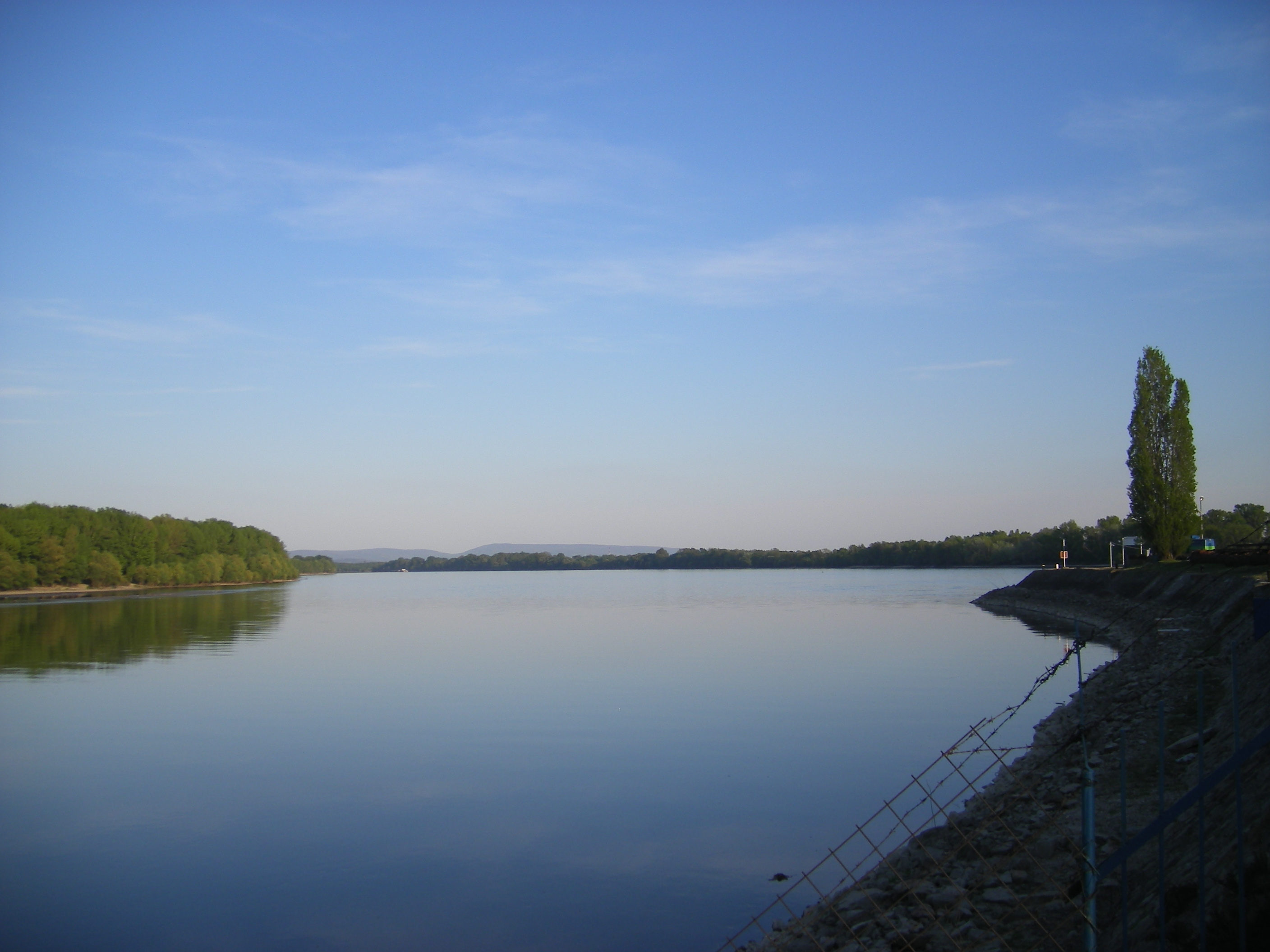
Soutok Váhu s Dunajem v Komárně

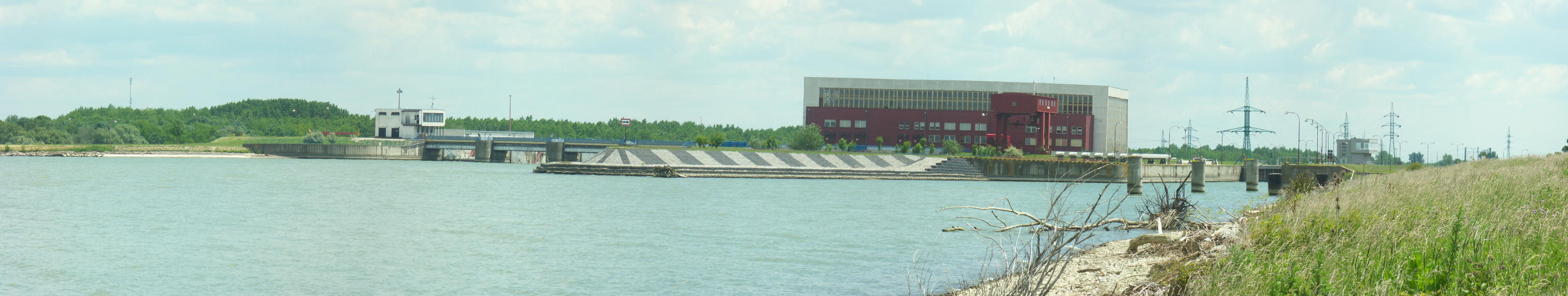
Vodní dílo Kráľová

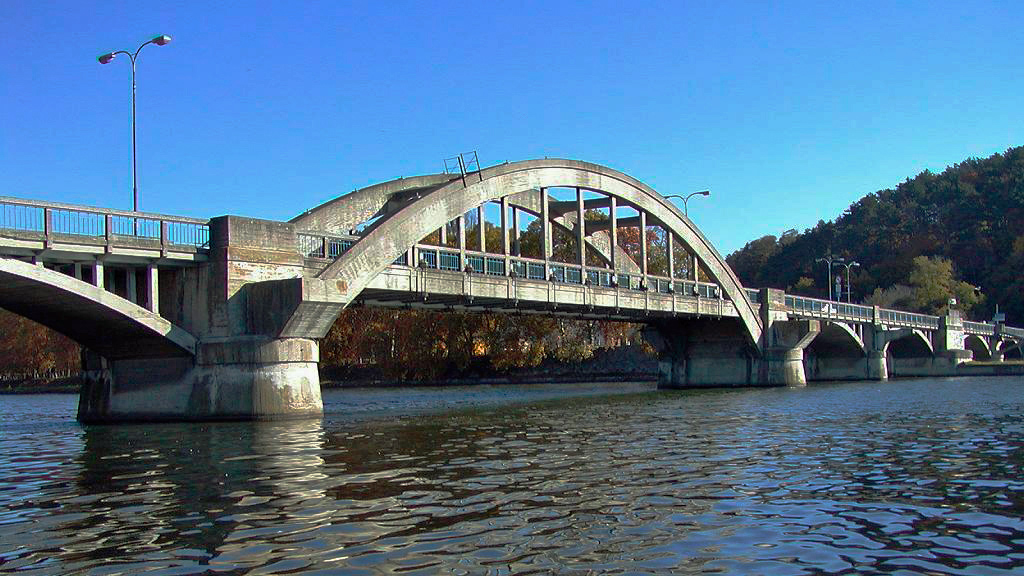
Řeka Váh v Piešťanech – Krajinský most

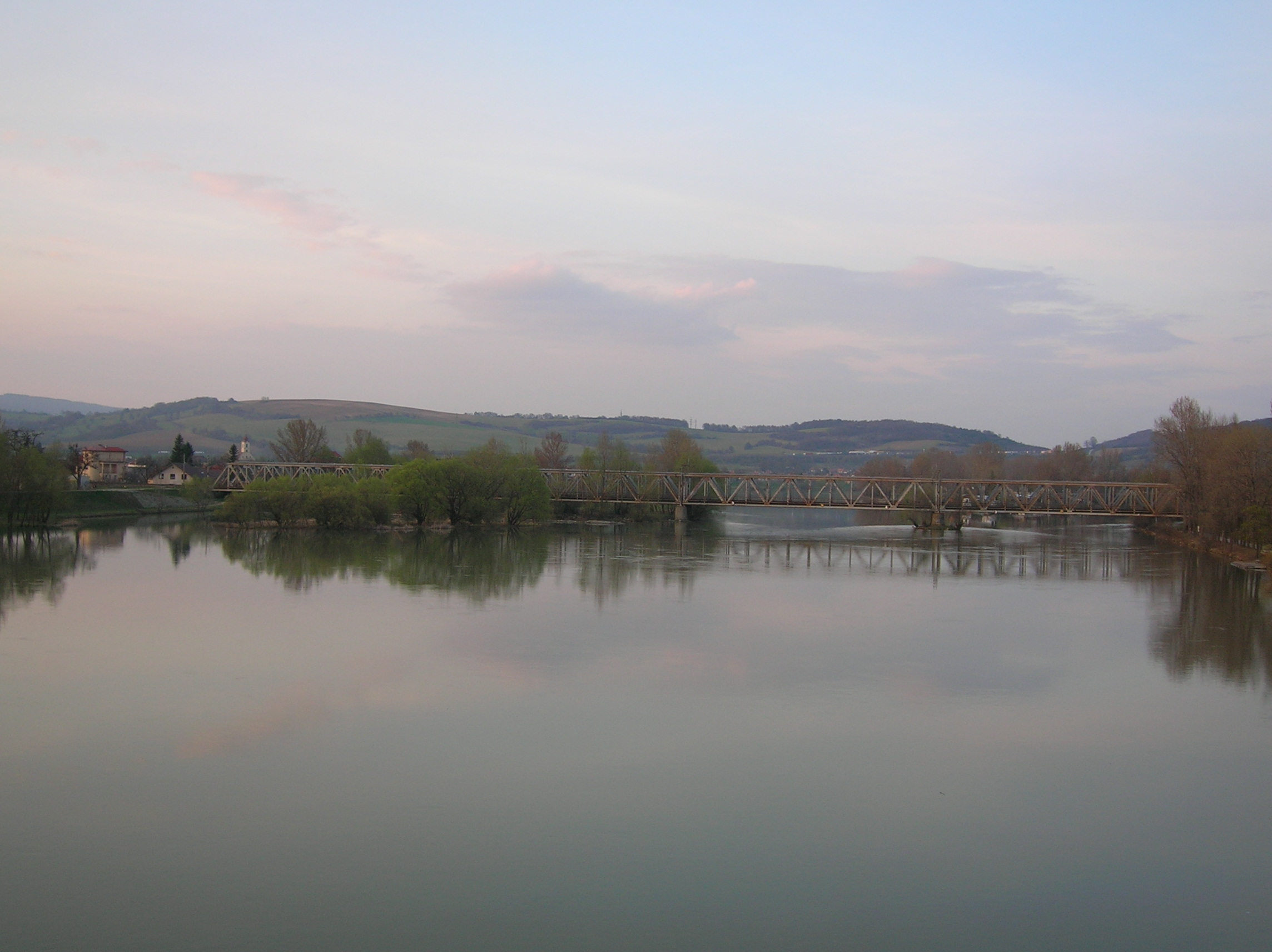
Řeka Váh v Trenčíně, pohled ze silničního mostu na starý železniční most

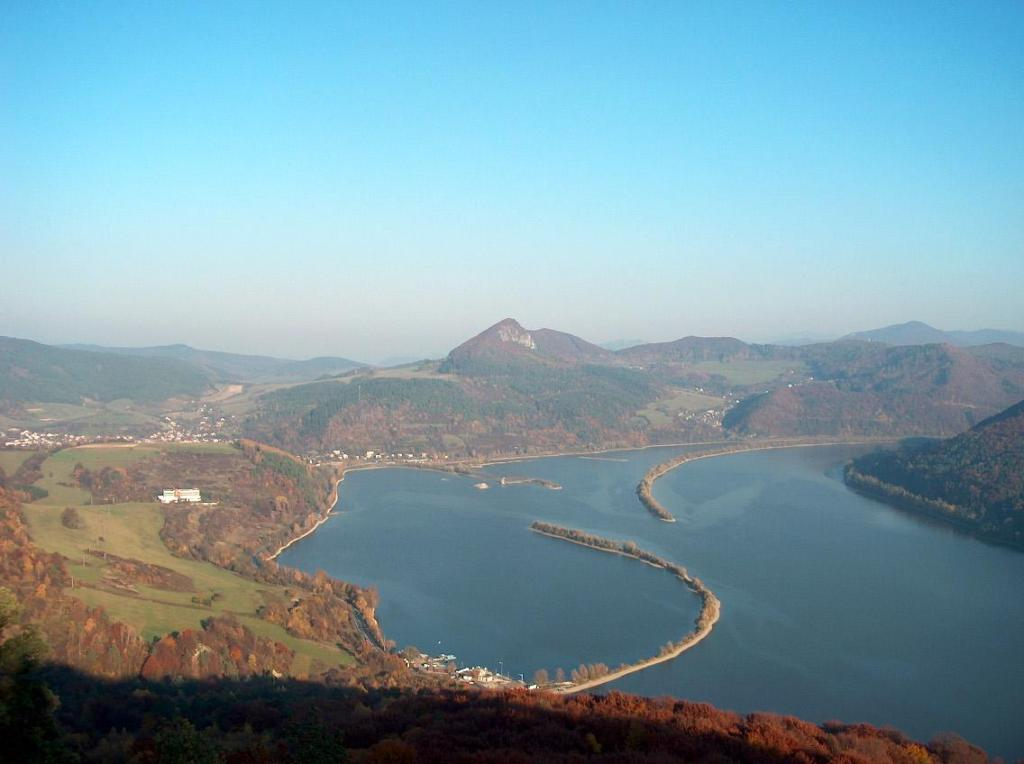
Vodní dílo Nosice na Váhu

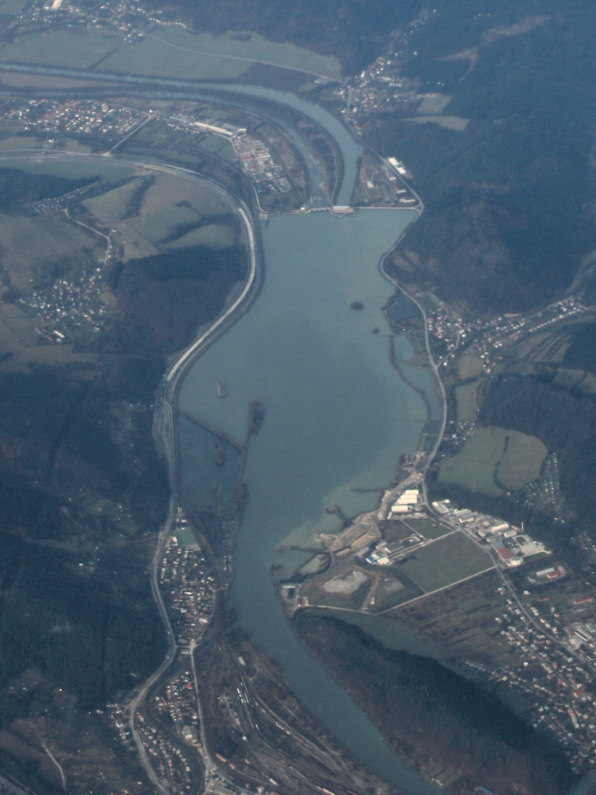
Vodní dílo Hričov na Váhu u Žiliny

Vážská vodní cesta (VVC), je plánovaná a zčásti realizovaná vodní cesta mezinárodního významu spojující město Žilinu s Dunajem. 
Jižní napojení Váhu na Dunaj je mimořádně významné. Splavnění Váhu umožní přímý export výrobků podnikům ležících v blízkosti Vážské vodní cesty (např. SES Tlmače, Drátovna Hlohovec, Duslo Šaľa) do zájmových oblastí vodní dopravou. Napojením na Dunaj je Slovenská republika z hlediska vodní dopravy přímo napojena přes Průplav Rýn–Mohan–Dunaj na mezinárodní síť vodních cest 15 evropských států. Jižní propojení směřuje přepravy i do Řecka, Turecka a do států blízkého a dálného východu.
Napojení na vodní koridor Dunaj–Odra–Labe prostřednictvím alternativní trasy Váh–Morava otevírá možnosti přímého spojení Slovenska s baltskými přístavy, ale i integraci do sítě vodních cest Běloruska, Ukrajiny a Ruska.
Lodě by dosáhly Žiliny překonáním 15 plavebních komor. Na případné propojení s Odrou by bylo třeba v náročném terénu postavit dalších více než 20 plavebních komor a lodních výtahů. Alternativně při vybudování 2100 metrů dlouhého průplavního tunelu by lodě mezi Žilinou a Bohumínem musely překonat asi 13 plavebních komor a lodních výtahů.
Projekt Vážské vodní cesty není konkurencí vodního koridoru Dunaj–Odra–Labe. "Strategie přípravy vodní cesty Dunaj–Odra–Labe není chápána jako konkurenční alternativa vodní cesty Váh–Odra, ale jako logické spojení v rámci magistrálních vnitrozemských vodních cest Labe (E 20), Odry (E 30) a Dunaje (E 80). Obě dvě vodní cesty si nebudou vzájemně konkurovat, ale budou se vzájemně doplňovat a budou realizačním výstupem Evropské dohody AGN." 

## Současný stav projektu
Celková délka VVC od Komárna po Žilinu představuje 250 km. Stavba vodní cesty je rozdělena na 4 etapy  :
1. etapa – Komárno – Sereď v délce 75 km je v současnosti splavná, ale kvůli nevybudování vodního díla Nagymaros trpí úsek mezi Komárnem a prvním zdymadlem Selice značným kolísáním hladin a nedostatečnou plavební hloubkou. Pro vyřešení tohoto problému se plánuje stavba nového zdymadla Kolárov (27,4 km) v tomto úseku.
2. etapa Sereď – Púchov 124 km 
3. etapa Púchov – Žilina 51 km
4. etapa Žilina – Odra (návrh) 98 km
Vláda ČR dne 15. dubna 2015 přijala aktualizaci Politiky územního rozvoje, v rámci které byl záměr propojení Odra–Váh vypuštěn.
Uvažuje se o alternativním propojení Vážské vodní cesty s řekou Moravou (a vodním koridorem Dunaj–Odra–Labe) v trase Hlohovec–Kúty.

## Základní parametry vodní cesty
Na Vážských vodních dílech bylo dokončeno několik plavebních komor v několika parametrech  :
Třída VI.a – Rozměry plavebních komor: 110 × 24 × 4,5 m
- Vodní dílo Kráľová

- Vodní dílo Selice

Třída III – Rozměry plavebních komor: 70 × 9 m 
V těchto parametrech byly vybudovány plavební komory na 11 vodních dílech na Váhu mezi Královou a Žilinou, ty jsou však nedokončené a slouží pouze k převádění vody. Všechny mají být nahrazeny novými plavebními komorami Třídy Va o rozměrech plavebních komor 110 × 12 m s hloubkou nad záporníkem 4,0 m.
Výstavba Vážské vodní cesty v úseku Komárno – Žilina bude sestávat z výstavby těchto staveb: 
- Vodní dílo Kolárovo
- Rekonstrukce plavební komory Kráľová
- Vodní dílo Sereď – Hlohovec
- Plavební komora Madunice
- Plavební komora Horná Streda
- Plavební komora Nové Mesto nad Váhom
- Plavební komora Kostolná
- Plavební komora Trenčín
- Plavební komora Dubnica
- Plavební komora Ilava
- Plavební komora Ladce
- Lodní zdvihadlo Nosice
- Plavební komora Považská Bystrica
- Plavební komora Mikšová
- Plavební komora Hričov

Plánované přístavy
- Přístav Hlohovec
- Přístav Nové Mesto nad Váhom
- Přístav Trenčín
- Přístav Dubnica
- Přístav Púchov
- Přístav Šaľa
- Přístav Sereď
- Přístav Považská Bystrica
- Přístav Žilina

Dále bude potřeba upravit a zrekonstruovat všechny plavební kanály a zvednout 6 silničních a 3 železniční mosty. Minimální podjezdná výška mostů bude 7 m.
- Železniční most Šaľa
- Silniční most v Hlohovci
- Kolonádový most v Piešťanech
- Železniční most v Trenčíně – Výstavba nového železničního mostu v Trenčíně je v konečné fázi přípravy. [7]
- Železniční most v Nemšové
- Silniční most v Nemšové
- Silniční most v Ilavě
- Silniční most v Nosicích
- Silniční most v Oblazově

Spojení Váh–Odra – úsek Žilina–Bohumín
Tento úsek představuje průplavní propojení Vážské vodní cesty s vodní cestou na řece Odře, což v konečném důsledku umožňuje spojení Dunajské vodní cesty s cestou na Odře a dalším pokračováním na přístavy Baltského moře. Koncepčně to znamená vybudovat průplav o parametrech třídy Va v podstatě v korytě řeky Kysuca v úseku Žilina–Čadca. Za Čadcou přechází trasa průplavu do umělého kanálu směřujícího do Jablunkovského průsmyku a do údolí řeky Olše (území ČR) a jeho zaústění do řeky Odry u Bohumína. Myšlenku propojení Váhu s Odrou a vodního koridoru Dunaj–Odra–Labe na polské straně podporuje i polský projekt program integrovaného vodního hospodářství v povodí Odry známý pod názvem „Program Odra 2006“. Součástí integrovaného vodního hospodářství je řešení dopravní funkce řeky Odra a uvažuje se se splavněním Odry na celém jejím toku.
Realizace průplavního spojení Váhu a Odry v úseku Žilina–Bohumín se dosáhne vybudováním následných staveb na tocích spojovaných řek a jejich přítocích:

### Stavby na území Slovenské republiky
1. plavební komora Budatín
2. průplav Budatín – Rudinka
3. plavební komora Rudinka
4. průplav Rudinka – Kysucké Nové Mesto
5. plavební komora Kysucké Nové Mesto
6. průplav Kysucké Nové Mesto – Kysucký Lieskovec
7. plavební komora Kysucký Lieskovec
8. průplav Kysucký Lieskovec – Krásno
9. plavební komora Krásno
10. průplav Krásno – Čadca
11. plavební komora Čadca
12. průplav Čadca – Raková
13. lodní zdvihadlo Raková
14. průplav Raková – Dejúvky
15. lodní zdvíhadlo Dejúvky
16. plavební tunel Jablunkov (zasahuje i na území České republiky)

Na tyto stavby by navázalo celkem 16 staveb (průplavy, plavební komory a lodní zdvihadla) na území České republiky a 9 staveb na území Polska, kterými by bylo dosaženo propojení Vážské vodní cesty na Oderskou vodní cestu.

## Přínosy
Myšlenka projektu VVC je založená na dobudovaní vodní cesty, přičemž podstatná část hlavních objektů splavnění Váhu je už vybudovaná.
Realizace VVC by měla mít příznivý vliv na mnohé oblasti hospodářského a veřejného života společnosti díky mimořádně širokému záběru aktivit, které je možné okolo vodní cesty na Váhu rozvinout.
Projekt je založený na principu zhodnocení:
- plavebního využití vybudováním plavební dráhy
- energetického využití výstavbou a inovací vodních elektráren
- využití v oblasti rozvoje cestovního ruchu
- ekologizace a revitalizace území podél Váhu
- možnosti vybudovaní obchodních a průmyslových zón

## Negativa a komplikace
Vybudování úseku Žilina–Bohumín by si vyžádalo velké finanční náklady na výstavbu a zásah do životního prostředí, přičemž bude změněn povrch velkého území. Plánovaná trasa prochází i přes obydlené území s existující infrastrukturou. Spojení Vážské vodní cesty s vodní cestou na řece Odře musí překonat Moravskoslezské Beskydy s vrcholovou zdrží ve výšce minimálně 470 m n. m. (při využití průplavního tunelu o délce 5500 m).
Zástupci hospodářství v Moravskoslezském kraji nesouhlasí s propojením Odry a Váhu přes Jablunkovský průsmyk, protože neřeší přístup na vodní cestu moravskoslezským firmám a neumožňuje propojení Odry a Labe. Preferovaným vodním spojením v České republice je vodní koridor Dunaj–Odra–Labe.